# Харківська АТЕЦ

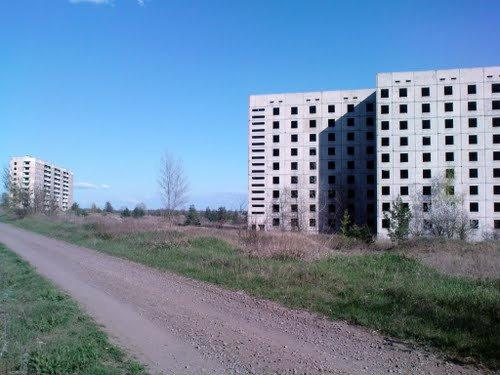
Недобудовані об'єкти інфраструктури Харківської АТЕЦ

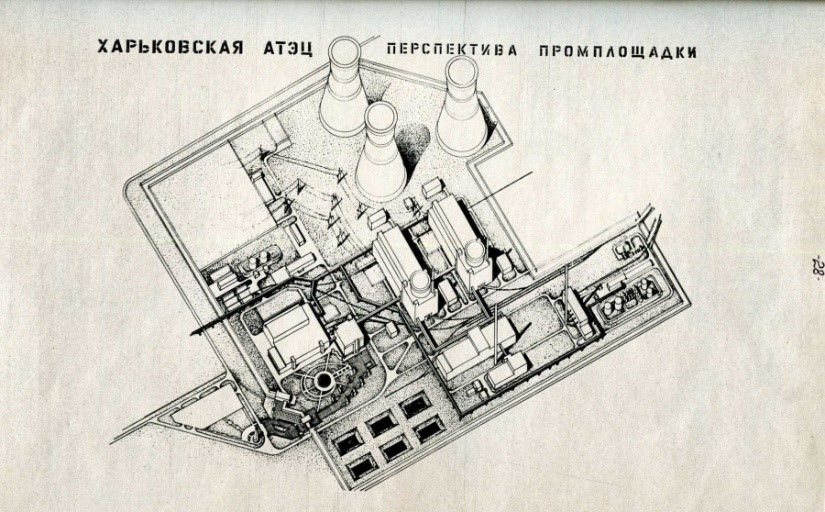
Ескіз Харківської АТЕЦ

49°41′18″ пн. ш. 36°04′06″ сх. д. / 49.68825° пн. ш. 36.068444° сх. д.
Харківська АТЕЦ — скасований проєкт атомної теплоелектроцентралі, яка повинна була розташовуватися поруч із селищем Бірки Харківської області, Україна. Два енергоблоки з реакторами ВВЕР-1000 повинні були виробляти електроенергію, а також забезпечувати теплом Харків, що передбачалося генеральним планом розвитку Харкова від 1986 року.

## Історія
Введення в роботу декількох потужних АТЕЦ в європейській частині СРСР, до числа яких входила і Харківська АТЕЦ, планувалося для заміщення дорогої доставки вугілля з Сибіру для традиційних ТЕЦ . Однак ці плани зіткнулися з безліччю труднощів, в першу чергу з браком матеріальних ресурсів і слабкою організацією робіт. Ситуацію спробував переламати ЦК ВЛКСМ, який намагався розгорнути будівництво Харківської АТЕЦ і ухвалив у 1986 році рішення про оголошення її ударною комсомольською, направлення на неї «молоді за громадським закликом», крім того Рада міністрів Української РСР постановила направити 200 жителів Харківської області на будівництво.
Зведення основних споруд так і не було розпочате, велося лише будівництво інфраструктури та підготовка до основних робіт. Незабаром станцію спіткала доля багатьох АЕС колишнього СРСР, проєкт було скасовано і покинуто.
Проєкт Харківської АТЕЦ потужністю 2000 МВт було розроблено на підставі постанови Ради Міністрів СРСР від 26.06.1980 р. № 540–176. Період будівництва АТЕЦ було розраховано з 1985 по 1996 рр. Територія розміщення Харківської АТЕЦ повинна була охоплювати Ново-Водолазький і Готвальдівський (тепер Зміївський) райони Харківської області, які розташовані в 30 км на південний захід від Харкова. Передбачалося, що в експлуатацію перший блок буде введено у 1993 році, а другий — у 1995 році.
Для розселення експлуатаційних і будівельно-монтажних кадрів передбачалося будівництво робітничого селища. Слід відзначити, що недобудовані висотки стоять там і зараз. Під будівництво об'єктів АТЕЦ було виділено 778 га землі, із яких 476 становила рілля та 143 га випас. Окрім проєктної частини збереглося листування стосовно виділення землі під будівництво, де кожна з інстанцій давала на це свою згоду.

## Інформація про енергоблоки
| Енергоблок | Тип реакторів | Потужність | Потужність | Початок будівництва                       | Підплючення до мережі                     | Введення до експлуатації                  | Закриття                                  |
| Енергоблок | Тип реакторів | Чиста      | Брутто     | Початок будівництва                       | Підплючення до мережі                     | Введення до експлуатації                  | Закриття                                  |
| ---------- | ------------- | ---------- | ---------- | ----------------------------------------- | ----------------------------------------- | ----------------------------------------- | ----------------------------------------- |
| Харків-1   | ВВЕР-1000     | 900 МВт    | 940 МВт    | Підготовка до будівництва зупинена в 1990 | Підготовка до будівництва зупинена в 1990 | Підготовка до будівництва зупинена в 1990 | Підготовка до будівництва зупинена в 1990 |
| Харків-2   | ВВЕР-1000     | 900 МВт    | 940 МВт    | Підготовка до будівництва зупинена в 1990 | Підготовка до будівництва зупинена в 1990 | Підготовка до будівництва зупинена в 1990 | Підготовка до будівництва зупинена в 1990 |
| Харків-3   | ВВЕР-1000     | 900 МВт    | 940 МВт    | Будівництво не розпочиналося              | Будівництво не розпочиналося              | Будівництво не розпочиналося              | Будівництво не розпочиналося              |
| Харків-4   | ВВЕР-1000     | 900 МВт    | 940 МВт    | Будівництво не розпочиналося              | Будівництво не розпочиналося              | Будівництво не розпочиналося              | Будівництво не розпочиналося              |